# Терапія
Терапі́я — процес, бажаною (але не завжди досяжною) метою якого є полегшення, зняття чи усунення симптомів (компенсація, купірування) і проявів того чи іншого захворювання, патологічного стану чи іншого порушення життєдіяльності, нормалізація порушених процесів життєдіяльності та одужання, відновлення здоров'я (санація). Часто під поняттям «терапія» розуміють застосування не хірургічних лікувальних засобів. У медичному жаргоні також «терапія» — все те, що стосується внутрішніх хвороб.
Як правило процес лікування стосовно хворого проводить кваліфікований лікар певної спеціалізації залежно від конкретного захворювання.

## Терапевтичні підходи
- Етіотропна терапія має на меті усунення причини захворювання (наприклад, антибактеріальна терапія при інфекційних захворюваннях).
- Патогенетична терапія спрямована на механізми розвитку захворювання, її застосовують, зокрема, при відсутності ефективної етіотропної терапії (наприклад, замісна підтримувальна терапія інсуліном при цукровому діабеті у зв'язку з недостатньою продукцією цього гормону підшлунковою залозою).
- Симптоматична (паліативна) терапія — її застосовують для усунення окремих симптомів захворювання (наприклад, застосування анальгетиків при болю, жарознижувальних при високій гарячці) на додаток до етіотропної та патогенетичної терапії, а також для зменшення страждання паліативним хворим, як частину паліативної допомоги.[2]
- Арттерапія — це форма психотерапії, яку можна застосувати у педагогіці та соціальній роботі, та яка базується на творчості, мистецтві, для гармонізації розвитку особистості через самовираження та самопізнання.[3]
- Генна терапія — високовартісна терапія, яку використовують для лікування людей з найсмертельнішими формами спадкової хвороби. Це потенційно новий стандарт лікування для людей з серйозними генетичними порушеннями. Терапія використовує вірус для доставки нормальної копії гена людини, яка народилась із пошкодженим геном. Тепер[коли?] такий вид лікування розроблений для дітей зі смертельними генетичними порушеннями.[4]

Консервативне (нехірургічне) лікування (власне, терапія) здійснюють хімічними, фізичними та біологічними методами.
До хімічних та біологічних методів належать фармакотерапію, хімієтерапію, фітотерапію, імунотерапію та фаготерапію.
До фізичних консервативних методів лікування належать фізіотерапію, масаж та лікувальну фізкультуру, гідротерапію. Фізіотерапевтичні методи містять у собі вплив на організм за допомогою електромагнітного та звукового випромінювання (УВЧ-терапія, магнітотерапія, електрофорез, лазеротерапія, рентгенотерапія та ін.).

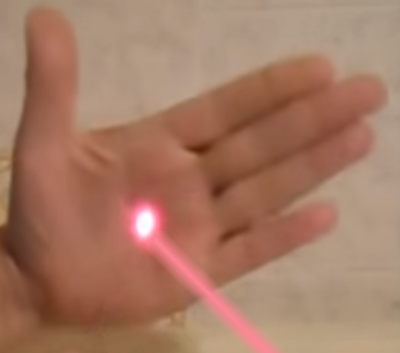
Лазерний промінь, що потрапляє на біологічну тканину впливає на фотофізичні і фотохімічні процеси, що відбуваються в живому організмі.

## Консервативне лікування
Консервативне (нехірургічне) лікування (власне, терапія) здійснюється хімічними, фізичними та біологічними методами.

### Хімічні та біологічні методи
Хімічні та біологічні методи є основними консервативними способами впливу на хворий організм. До їх числа належать фармакотерапія і хімієтерапія, фітотерапія, імунотерапія і фаготерапія.

### Фізичні методи
До фізичних консервативних методів лікування належать фізіотерапію, масаж та лікувальну фізкультуру, гідротерапію. У більшості випадків ці методи є допоміжними. Фізіотерапевтичні методи охоплюють вплив на організм за допомогою електромагнітних та звукових випромінювань (УВЧ-терапія, магнітотерапія, електрофорез, лазеротерапія, рентгенотерапія тощо)

## Хірургічне лікування
Детальніші відомості з цієї теми ви можете знайти в статті Хірургічна операція.
Хірургічне лікування формально виходить за рамки внутрішньої медицини (терапії)[джерело?]. Застосовують у разі неможливості або низької ефективності консервативного лікування.
Однак, терапію не можна логічно протиставляти хірургії, оскільки хірургічне втручання це окремий випадок лікування (терапії), який слід застосовувати тоді, коли це необхідно з погляду терапевтичної програми.